# Ichthyophonida
Ichthyophonida o Ichthyophonae es un orden de protistas de la clase Ichthyosporea. Incluye parásitos de peces, artrópodos e insectos, pero también algunos organismos de vida libre saprobios. Estos organismos desarrollan células esféricas u ovoides que infectan los tejidos del huésped. Estas células desarrollan esporas que son liberadas y germinan dando lugar a células ameboides características, que en algunas formas están ausentes. Estas infectan nuevos huéspedes y completan el ciclo. Como excepción, en el género Ichthyophonus se forman hifas que luego producen células esféricas con endosporas. En algunos casos se presenta una etapa con un único flagelo en posición posterior. Las mitocondrias tienen crestas planas, con la excepción de Ichthyophonus, que tiene crestas tubulares.